# علماء هتلر
علماء هتلر هو كتاب لجون كورنويل يصف الحياة العلمية في ألمانيا في الفترة التي تسبق الحرب العالمية الثانية وأثناءها وبعدها. المفصل هو التمييز والاضطهاد لمجموعات العلماء المهمشين من قبل ألمانيا النازية مثل اليهود، والتطور الفاشل للسلاح النووي وتطوير تكنولوجيا الصواريخ والتجارب البشرية التي أُجريت خلال الحرب العالمية الثانية. وصفت صحيفة الجارديان الكتاب بأنه «دراسة مهمّة وفي الوقت المناسب». فيما وصفتهُ الإندبندنت بأنها «دراسة جذابة في التعقيد الأخلاقي» على الرغم من أن «هذه مساحة كبيرة لتغطيتها في كتاب واحد ويصعب أحيانًا الاحتفاظ بمجموعتها الهائلة من المواد الزاهية.» قدم هوفمان تقييماً ضعيفًا في مجلة فورين أفيرز؛ واصفًا إياه بأنه «ليس كتابًا مُرضيًا» موضحًا أن «القضايا الأخلاقية لم يتم فحصها بتعمق؛ ولا يقدم كورنويل سوى لمحة عن تنوع دوافع العلماء للتعاون مع نظام قاتل».